# Volksbank Wipperfürth-Lindlar
Die Volksbank Wipperfürth-Lindlar eG war eine Genossenschaftsbank im Bergischen Land (Oberbergischer Kreis in Nordrhein-Westfalen) und hatte ihren Sitz in Wipperfürth. Das Geschäftsgebiet der Bank umfasste die Hansestadt Wipperfürth, die Gemeinde Lindlar sowie Teile des Umlandes. Eigentümer der Bank waren über 8.000 Mitglieder der Genossenschaft.

Im Jahre 2017 hat die Bank mit der Raiffeisenbank Kürten-Odenthal eG zur Volksbank Berg eG fusioniert.

## Geschichte
Die Volksbank Wipperfürth-Lindlar eG entstand im Jahre 1995 durch die Fusion der Volksbank Wipperfürth eG und der Raiffeisenbank Lindlar eG.
Die Geschichte der Volksbank Wipperfürth eG begann am 16. Januar 1894 mit der Gründung des Hönnigethaler Spar- und Darlehnskassen-Vereins eGmuH.
Die Raiffeisenbank Lindlar eG hatte ihre Wurzeln in der Spar- und Darlehnskasse eGmuH Hommerich und wurde am 17. Mai 1925 gegründet.
Fusionen der Volksbank Wipperfürth eG
| 1989 | Bergische Genossenschaftskasse Hintermühle (* 1924) |
| 1977 | Spar- und Darlehenskasse Klaswipper (* 1900)        |
| 1952 | Spar- und Darlehenskasse Wipperfeld (* 1903)        |
| 1944 | Spar- und Darlehenskasse Kreuzberg (* 1894)         |

Fusionen der Raiffeisenbank Lindlar eG
| 1979 | Raiffeisenbank Hommerich (* 1925)               |
| 1979 | Raiffeisenbank Lindlar (* 1919)                 |
| 1978 | Raiffeisenbank Hohkeppel (* 1894)               |
| 1978 | Raiffeisenbank Linde (* 1900)                   |
| 1978 | Raiffeisenbank Hartegasse (* 1908)              |
| 1964 | Spar- und Darlehenskasse Frielingsdorf (* 1909) |

## Geschäftsgebiet
Die vier Geschäftsstellen und fünf Selbstbedienungs-Filialen verteilten sich in der Region Lindlar und Wipperfürth.

## Tochtergesellschaften
- Volksbank Immobilien Service GmbH
- WAS – Wohnen am Schlosspark Lindlar GmbH

## Verbundunternehmen
- Bausparkasse Schwäbisch Hall
- DG HYP
- DZ Bank
- DZ Privatbank
- EasyCredit
- Münchener Hypothekenbank
- R+V Versicherung
- Union Investment
- VR Leasing

- WL-Bank